# Johann Heinrich Brandt
Johann Heinrich Brandt (1740 i Lüneburg - 25. august 1783 i Hannover) var en tysk maler og tegner. Han udførte overvejende landskaber, således forlæg for kobberstikkene til C.C.L. Hirschfelds Theorie der Gartenkunst, udgivet 1779-1785.
Der vides ikke meget om Brandts liv. Han var elev hos Georg David Matthieu i Schwerin. Senere arbejdede han i Dresden og Hannover. Fra 1768 malede han portrætter og miniaturer for fyrstendømmet Hannover. Det lykkedes Hirschfeld at få Brandt til at udføre en del illustrationer til sit fembindsværk om havekunsten, mange af dem er stukket af Christian Gottlieb Geyser.